# Bonfiliusz
Bonfiliusz – imię męskie pochodzenia łacińskiego, oznaczające "dobry syn".
Bonfiliusz imieniny obchodzi 12 lutego i 17 lutego.
Żeński odpowiednik: Bonfilia